# Districte de Rohtak
El districte de Rohtak és una divisió administrativa d'Haryana amb capital a la ciutat de Rohtak. Té una superfície de 1.668 km² i una població de 940.128 habitants (cens del 2001).

## Administració
Està formada per dos tehsils, cadascun amb alguns blocs (blocks) de desenvolupament:
- Rohtak 
  - Rohtak
  - Kalanaur
  - Sampla
- Meham 
  - Meham
  - Lakhan-Majra.

## Història
La primera població fou d'una cultura pre-vèdica calcolítica de l'edat del bronze que remunta a uns 2000 anys abans de Crist. El 1500 aC hi va haver l'establiment d'una segona onada des del nord-oest, i una tercera vers el 400 aC. Asoka hi dominava a la meitat del segle iii aC. Després de la desaparició dels mauryes va sorgir o ressorgir la república tribal dels yaudheyes, per acabar dominats successivament pels indogrecs, indoescites o sakes i kushanes (yuezhi). A la desintegració de l'imperi kushana al segle iii van ressorgir altre cop els yaudheyes dels que s'han descobert monedes i segells i algunes restes però foren sotmesos per l'imperi gupta al segle IV fins que la invasió dels hunes (heftalites) va desorganitzar la regió.
Després dels hunes van sorgir els puspabhutis o vardhanes de Thanesar (regne Shrikanth de Thanesar). Prabhakar Vardhan va expulsar els heftalites de la regió; Rohtak va formar part del regne i després de l'imperi d'Harsha, el sobirà pushpabhuti de Thanesar que va residir a Kanauj. A la seva mort l'imperi no va subsistir i van seguir dos segles de fragmentació. La pau fou establerta pels Gurjara-Pratihara que des del segle ix van governar des de Kanauj. Els tomars de Delhi, samathans dels Pratihares, es van fer independents el segle X i van governar a Haryana.
Al final del segle xii va passar als gúrides i al sultanat de Delhi, el seu continuador, el 1206. Va pertànyer a les successives dinasties. El 1355 Firuz Shah Tughluk (1351-1388) va construir un canal del Sutlej fins a Jhajjar. Akbar va situar el modern districte dins la suba de Delhi, en els sarkars de Delhi i Hissar-Firoza. El 1643 un canal de Rohtak fou iniciat pel nawab Ali Khan que va intentar portar aigua des de l'antic canal de Firuz Shah.
El 1718 el districte fou concedit per l'emperador al ministre Rukn al-Din però el 1732 fou transferit als nawabs de Farrukhnagar (al districte de Gurgaon). Fawjdar Khan, nawab de Farrukhnagar, va agafar el govern dels territoris d'Hissar a la mort del seu nawab Shahdad Khan el 1738, i a la seva mort va llegar al seu fill nawab Kamgar Khan, un domini important format pels districtes d'Hissar i Rohtak, i part de Gurgaon i altres territoris que tot seguit foren annexionats pels sobirans sikhs phulkians de Jind i Patiala. Hissar i els territoris al nord van ser assaltats en aquests temps repetidament pels sikhs tot i els esforços dels bhattis i les forces imperials. Kamgar Khan va conservar probablement la totalitat de Rohtak i Gurgaon fins a la seva mort el 1760. Però el seu fill Musa Khan, fou expulsat de Farrukhnagar per Suraj Mal, cap jat de Bharatpur; els jats van dominar Jhajjar, Badli i Farrukhnagar fins al 1771 quan la darrera fou recuperada per Musa Khan, que no obstant ja mai més va poder recuperar els territoris a Rohtak. El 1772 el general Najaf Khan va arribar al poder a Delhi i va aconseguir mantenir un cert orde fins a la seva mort el 1782. Bahadurgarh concedida el 1754 a Bahadur Khan Baloch, va estar després en mans del seu fill i del seu net; Jhajjar va estar en mans de Walter Reinhardt, el marit de la Begum Sumru de Sardhana; i Gohana, Maham, Rohtak i Kharkhauda foren governades per delegats de Najaf Khan.
Els marathes van tornar el 1785, però van poder fer poca cosa davant la invasió dels sikhs; i del 1785 al 1803 el nord del districte fou ocupat pel raja de Jhind o Jind mentre el sud i oest va quedar precàriament en poder dels marathes que foren desafiats pels jats, fortificats a diversos pobles, i pels mateixos sikhs. Mentre l'aventurer irlandès George Thomas es va crear un principat a Haryana que incloïa Maham, Beri i Jhajjar amb quarter general a Hansi (districte d'Hissar) i a Georgegarh prop de Jhajjar (districte de Rohtak) on va construir un petit fort. El 1801 els marathes van fer aliança amb els sikhs i rajputs contra George Thomas i dirigits pel general francès Louis Bourquin, al servei de Sindhia, el van derrotar a Georgegarh, i el van obligar a fugir.
El 1803 amb les conquestes de Lord Gerard Lake a la Segona Guerra Anglo-Maratha, tot el país a sobre del Sutlej i les muntanyes Siwalik van passar a domini britànic. Sota les disposicions de Lake, les parganes del nord de Rohtak van passar als sobirans sikhs de Jhind i Kaithal mentre el sud fou cedit al nawab de Jhajjar, la part oest al germà d'aquest darrer el nawab de Dadri i Bahadurgarh, i la part central al nawab de Dujana. Aquest darrer no va poder mantenir l'ordre en els territoris assignats i les incursions dels irregulars sikhs i bhattis van obligar els britànics a enviar un contingent el 1810.
Diverses parganes abans de Dujana foren annexionades i van formar el districte de Rohtak en forma original. Altres territoris li foren afegits amb la mort del raja de Kaithal el 1818, i del raja de Jhind el 1820. En aquest darrer any Hissar i Sirsa foren separades de Rohtak i el 1824 es va segregar el districte de Panipat (després districte de Karnal) i el districte de Rohtak va quedar de la manera que es va mantenir essencialment durant un segle, exclosa l'agregació de terrenys que havien estat de sobirans protegits produïda el 1860. Del 1810 al 1832 el districte fou administrat per un agent polític dependent del resident a Delhi. El 1832 fou inclòs a les Províncies del Nord-oest. El 1857 els rebels es van apoderar del territori sota direcció dels nawabs de Farrukhnagar, Jhajjar i Bahadurgarh, i els caps bhattis de Sirsa i Hissar; els rebels van atacar l'estació civil de Rohtak i la van saquejar destruint tots els registres administratius. Abans de la reconquesta britànica de Delhi a finals del 1857, una força dels Panjab Levies fou portada a través del Sutlej cap a Rohtak i l'orde fou restaurat amb poca dificultat; els nawabs rebels de Jhajjar i Bahadurgarh foren capturats i jutjats i el primer fou executat a Delhi mentre el segon va ser enviat a l'exili a Lahore; els seus estats foren confiscats i una bona part foren inclosos en el nou districte de Jhajjar, mentre la resta fou assignada als lleials rages de Jhind, Patiala i Nabha. El districte de Rohtak fou agregat al govern del Panjab el 1858. El 1860 el districte de Jhajjar fou suprimit i una part fou agregat al territori dels tres rages phulkians i la resta unit al districte de Rohtak.
Dins el Panjab formà part de la divisió de Delhi, sent administrat per un subcomissionat; la superfície era de 4.654 km². Tenia enclavat l'estat de Dujana i limitava al nord amb el de Jhind, i el districte de Karnal, al sud-est el districte de Gurgaon, al sud l'estat de Pataudi i el districte de Gurgaon, al sud-oest territori de Dujana i oest amb Jhind i el districte d'Hissar. A la part oriental tenia el canal del Jumna i les maresmes de Najafgarh; més a l'oest la ciutat de Rohtak amb unes muntanes de nord a sud; i a l'oest unes altres muntanyes. Rius a esmentar eren el Sahibi i l'Indori. El districte tenia 11 ciutats i 491 pobles, sent la població:
- 1868: 531.118
- 1881: 553.609
- 1891: 590.475
- 1901. 630.672

Administrativament estava dividit en quatre tahsils:
- Rohtak
- Jhajjar
- Sampla
- Gohana

La ciutat de Rohtak (que era municipalitat) era la principal del districte, seguida de Jhajjar, Beri, Bahadurgarh, i Gohana, també municipalitats (les cinc municipalitats aleshores existents, i hi havia també 10 àrees notificades o planificades destacant les de Maham, Kalanaur, Mundlana i Butana). El tehsil de Rohtak tenia 1.533 km² i una població (1901) de 197.727 habitants, amb cinc ciutats (Rohtak la capital amb 20.323 habitants, Beri, Kalanaur, Kahnaur i Maham) i 102 pobles un dels quals va arribar a més de cinc mil habitants (Sanghi).
Els hindús eren el 85% i la llengua habitual era l'hindi occidental. Les castes principals eren els jats (33%), rajputs (incloent ranghars o rajputs musulmans), ahirs, mails, gujars, bramans, bànies, chamars, chuhras, dhanaks, jhinwars, kumhars, lobars, nais, tarkhans, telis i fakirs. Vers el 60% vivia de l'agricultura i 21% de la indústria.

## Arqueologia
- Excavacions al Rohtak Khokra Kot
- Monedes de Raja Samanta Deva, que hauria regnat a Kabul i el Panjab vers 920, trobades a Mohan Bari.
- Tombes antigues a Jhajjar, Maham i Gohana
- Baolis a Rohtak i Maham
- Dipòsit d'aigua de Gaokaran a Rohtak i de Buawala a Jhajjar
- Tanc d'aigua de Chuchakwas construït pel nawab de Jhajjar
- Monestir d'Asthal o Jog a Bohar
- Senzills palaus de Jhajjar.